# 再試合
再試合（さいしあい）とは、競技において何らかの事情により勝負が決しなかった場合、勝敗を決するために改めて行う試合のことである。

## 野球

### メジャーリーグ
メジャーリーグにおいては、基本的には勝負が決するまで延長戦を行うが、雨天などの理由により再試合を行う場合がある。

### プロ野球
日本野球機構管轄のプロ野球においては一時期、引き分けに終わった場合は再試合というルールが設けられていた。最近では1990年から2000年までセントラル・リーグで実施されていた。この場合、チーム賞・個人賞の記録は再試合が行われた分を含めた全試合が対象となった。

### 高校野球
日本高等学校野球連盟管轄の硬式野球においては、後述のタイブレーク導入の前までは、延長15回まで戦って勝負が決しなかった場合引き分けのまま打ち切り、後日再試合を行うこととなっていた。高校野球における再試合については、1933年夏の第19回全国中等学校優勝野球大会における「中京商対明石中延長25回」を契機に検討された。それから25年後、1958年の春季四国大会において、徳島商の板東英二投手が2日間で40イニングを投げた事態を見かねた高野連役員が本部に働きかけ、「選手の体力は2試合分が限度」と判断して、同年より「延長18回で勝敗が決まらない場合は翌日再試合」というルールが導入された。さらに、それから40年経過した1998年の夏、第80回全国高等学校野球選手権大会における「PL学園対横浜延長17回」の試合で、両校選手の疲労感（特に横浜の松坂大輔投手は一人だけで延長17回全てを完投）から、「延長18回は長すぎる」という意見が多数出ることになった。その2年後、2000年の春選抜大会・夏選手権大会より、延長戦は18回制から最大15回制までに3回短縮された。
2018年春季の第90回記念選抜高等学校野球大会および夏季の第100回全国高等学校野球選手権記念大会（地方大会も含む）から延長戦におけるタイブレーク方式（延長13回から）が導入された。同時に準決勝までの延長引き分け再試合が廃止となった。また、当初は両大会共に決勝戦ではタイブレーク方式を採用せず延長15回で引き分けた場合は再試合とするが、再試合では準決勝までと同じ形でタイブレーク方式を採用としていたが、2021年からは決勝戦を含めてタイブレークが適用されることになった。
日本の大学野球では、勝ち点制（1カード3戦2勝制）を採用している大会が多い（地区により異なる方式がある）が、その場合でも、引き分けとなった場合は事実上再試合となる。また、優勝決定戦（プレーオフ）も優勝を完全に決するため同点で試合が終わった場合は再試合となることが多い。その代表例として1960年の「早慶六連戦」（レギュラーリーグでは早稲田が勝ち越して勝ち点4となり、9勝4敗で慶応と並んだ。その後規定により同点決勝が行われたが、2試合連続引き分け。第3試合目で早稲田が勝ち上がって優勝を決めたというもの）が挙げられる。

## サッカー
サッカー界にPK戦が導入される以前の勝ち残り式トーナメントでは、同点の場合は、引き分け再試合や延長戦の繰り返しなどで決着をつけていた。ワールドカップでも以前は再試合が行われていた。PK戦の方式が広まってからは再試合を行う大会は減ったが、世界で最も歴史があるサッカーの大会であるイングランドのFAカップでは2019-2020シーズンまで、引き分けの場合は延長戦・PK戦を行わず、相手チームのホームで再試合（リプレイ）を行っていた。以前は決着がつくまで何度もリプレイを行っていたが、第2試合も引き分けた場合は延長戦およびPK戦を行う。なお、準決勝以降は再試合は行われない（中立地開催、必ず1戦で決着）。だが2020-21シーズン、新型コロナウイルスの流行により日程が圧迫されたことを受け、再試合制は廃止された。
またサッカーの場合は、基本的に天候に関わらず試合が開催されるが、台風や競技施設の設備故障などを理由に、試合が中断した結果、別の日に再試合を行った例がある。日本プロサッカーリーグ（Jリーグ）における事例はJリーグの試合中止例を参照。
判定トラブルによる再試合もまれに見受けられる。2005年9月3日に行われた2006 FIFAワールドカップ・アジア予選 5位決定戦のウズベキスタン代表-バーレーン代表戦では、ウズベキスタンの選手がPKを決めるも、味方競技者がペナルティーエリアに入っていたためゴールは取り消された。しかし、審判を務めた吉田寿光はPKを再び行うべきところを、バーレーンの間接FKで試合を再開したため、後日再試合となった。

## 格闘技
格闘技においては「再戦」あるいは「リマッチ」と呼ばれることもある。なお、「リターンマッチ」および「雪辱戦」は王座を奪われた前チャンピオンが新チャンピオンに挑戦するなど敗れた相手に対する再戦を意味し、「再戦」「リマッチ」より範疇が狭くなる。

### プロレス・総合格闘技
プロレスや総合格闘技では無効試合や引き分け、その他接戦などで微妙な決着となった試合において再戦を行うケースがしばしば見られる。

### ボクシング
プロボクシングでは王座陥落後に他選手との試合を挟まないで即再戦をするいわゆる「ダイレクトリマッチ」を原則禁止しているが、判定が微妙だったり試合運営が不公正だったり、挑戦資格のある者が極めて少ない（負傷者多数も含む）場合は団体の判断で特例として1試合のみ認められることがある。また、正規王座と休養王座の統一戦や王座決定戦で引き分けに終わった場合もダイレクトリマッチが組まれる場合が多い。以前は王者側が試合契約に王座を失った場合のダイレクトリマッチの権利を盛り込んでいたが、現在では（指名防衛戦以外の）選択試合において「オプション」と呼ばれる興行権（通常2もしくは3試合分）が契約に盛り込まれ、王座を失った場合に前王者がこれを行使して新王者の初防衛戦以降の防衛戦で再戦を行うケースが見られる。

## マインドスポーツ
将棋では指し直しと呼ばれる。千日手や持将棋などで勝負がつかない状態となった場合に指し直しが行われる。なお、将棋以外のチャトランガ系のゲームでは取った駒が再利用できないため、「両者の駒が減少して詰ませることができない」ことによる引き分けが珍しくなく、指し直しをせず引き分けを含めた全体の成績で評価されることも多い。
囲碁では打ち直しと呼ばれる。両者の地が一致するジゴは半目の端数があるコミにより回避できるが、日本ルールでは長生や三コウ以上のコウなど同型反復が可能な形で両者が譲らない場合、無勝負打ち直しとなる。

## 他の競技
試合の結果の公平性などを理由に再試合が行われる場合がある。近年ではハンドボールの北京オリンピックアジア予選で中東の笛などを理由に再試合が行われた例がある。
オージーフットボールでは1948年、1977年、2010年のAFLグランドファイナルで引き分けたため、規定により、翌週に再試合を行った。かつてラグビーリーグでは1977年と78年に再試合があったが、1979年からグランドファイナルがゴールデンポイント方式の延長戦となった。
またアイルランドのGAAでも全アイルランドシニアフットボール・同ハーリング決勝が再試合が行われることもある。